# Aenasius zeuxis
Aenasius zeuxis är en stekelart som beskrevs av John S. Noyes 2000. Aenasius zeuxis ingår i släktet Aenasius och familjen sköldlussteklar.
Artens utbredningsområde är Costa Rica. Inga underarter finns listade i Catalogue of Life.